# Jonquières-Saint-Vincent
Jonquières-Saint-Vincent là một xã trong tỉnh Gard thuộc vùng Occitanie, phía nam nước Pháp. Xã Jonquières-Saint-Vincent nằm ở khu vực có độ cao trung bình 42 mét trên mực nước biển.
- Costières de Nîmes AOC